# Erica andevalensis
El brezo minero (Erica andevalensis) es una especie arbustiva o pequeño árbol del género Erica, endémica de la faja pirítica ibérica en la Provincia de Huelva.
Se caracteriza por vivir sobre suelos mineros muy ácidos y cargados de metales pesados. Está catalogada como 'en peligro de extinción' en la legislación andaluza.